# Indicatif régional 740

Carte de l'État de l'Ohio avec les territoires de ses indicatifs régionaux. L'indicatif régional 740 est au sud-est de l'État.

L'indicatif régional 740 est l'indicatif téléphonique régional qui dessert le sud-est de l'État de l'Ohio aux États-Unis.
La carte ci-contre indique le territoire couvert par l'indicatif 740 au sud-est de l'État.
L'indicatif régional 740 fait partie du Plan de numérotation nord-américain.

## Principales villes desservies par l'indicatif
- Athens
- Belpre
- Chillicothe
- Circleville
- Coshocton
- Delaware
- Gallipolis
- Heath
- Ironton
- Jackson
- Lancaster
- Laurelville
- Logan
- Marietta
- Marion
- Mount Vernon
- Nelsonville
- Newark
- Portsmouth
- Rockbridge
- Steubenville
- Washington Court House
- Zanesville
- Shadyside

## Source
- (en) Cet article est partiellement ou en totalité issu de l’article de Wikipédia en anglais intitulé « Area code 740 » (voir la liste des auteurs).